# Nehemiah Hayyun
Nehemiah Hiyya ben Moses Hayyun (ca. 1650 – alrededor de 1730) fue un cabalista bosnio. Sus padres, de ascendencia sefardí, vivían en Sarajevo, Bosnia (entonces parte del Imperio Otomano),donde probablemente nació, aunque más tarde en la vida fingió que era un emisario palestino nacido en Safed. Recibió su educación talmúdica en Hebrón.

## Excomulgado en Jerusalén
En su decimoctavo año se convirtió en rabino de Skopie, en la actual República de Macedonia del Norte (sskáp - turco otomano). Esta posición, sin embargo, se mantuvo solo por un breve período. A partir de entonces llevó una vida errante, como comerciante, como erudito, o como mendicante. Disfrazado de santo buscaba constantemente aventuras de amor. Desde Skopie se fue a Palestina, luego a Egipto. En 1708 hizo su aparición en Esmirna, donde ganó algunos seguidores dispuestos a ayudarle a publicar su Mehemnuta de Kulla, y así asegurar una posición rabínica para él. En esta obra afirmó que el judaísmo enseña a un Dios trinitario. Este Dios, declaró, encarna tres caras ("parẓufim") – el Antiguo de los Días ("Attiḳ"), el Santo Rey y el Shekinah. La propia parte de Aayyun en este libro consiste solo en dos comentarios; el texto fue escrito anónimamente por un alumno sabateo. Saliendo de Esmirna, Aayyun fue conducido a Jerusalén con pompa y ceremonia, pero el rabino de Esmirna, que había visto a través de sus pretensiones, advirtió a los rabinos de Jerusalén de sus heredas. La consecuencia inmediata fue que incluso antes de su llegada los rabinos de Jerusalén, aunque nunca habían leído su obra, lo excomulgaron como un "min", y condenaron su libro a ser quemado.

## En Praga
Excomulgado, se encontró con poca simpatía en cualquier lugar (1709-1711). En Venecia, sin embargo (1711), con la aprobación de los rabinos de esa comunidad, había impreso un extracto de su obra, bajo el título Raza di-Yi-duh, en el comienzo de la cual había tejido la primera estrofa de una canción de amor italiana lasciva, La Bella Margaritha, con un himno místico titulado Keter 'Elyon. En Praga, donde vivió desde 1711 hasta 1712, encontró un suelo apropiado para su enseñanza. Joseph Oppenheimer, hijo de David Oppenheimer, lo recibió. El rabino cabalístico de Praga, Naphtali Cohen, también quedó muy impresionado con su personalidad. Incluso recomendó su libro, basando su juicio simplemente en testimonios fraudulentos. Aquí, Ayyun pronunció sermones que tenían un trasfondo sabatino, y que había impreso en Berlín (1713) bajo el título de Dibre Neéemyah. Además, desempeñó el papel de mago, de quien tuvo relaciones sexuales con Elías, de una persona capaz de resucitar a los muertos y de crear nuevos mundos. Al escribir amuletos se ganó el dinero que necesitaba para jugar. Por presentaciones fraudulentas también logró obtener amigos en Viena, Míkulov, Prostějov, Breslavia, Glogovia y Berlín, y formó conexiones políticas con Lubel Prossnitz de Moravia. En Berlín (1713), la comunidad de la que la ciudad se dividió en dos partes, logró que su libro Mehemnuta de Kulla, o Oz le-Elohim, fuese impreso con la aprobación del rabino de Berlín, Aaron Benjamín Wolf.

## En Ámsterdam
Sobre el prestigio que obtuvo de su libro ahora probó su fortuna en Ámsterdam. Casi desde el principio se encontró con el antagonismo de Tzvi Ashkenazi, rabino de la congregación alemana de Ámsterdam, que lo confundió con otro ayyun, un viejo enemigo suyo. Ayyun entregó su libro a la junta directiva de la congregación portuguesa en Ámsterdam, con el fin de obtener permiso para venderlo. Desconfiando de su propio rabino, Salomón Ayllon, esta junta llevó el asunto ante Tzvi Ashkenazi, quien, por supuesto, muy pronto detectó su carácter herético y pidió la expulsión de su autor. En este punto, sin embargo, Ayllon, bajo la amenaza de Ayyun para revelar su vida pasada como sabatino a toda Ámsterdam, se convirtió en su defensor, e hizo que la causa de Ayyun fuera enteramente suya y la de la comunidad portuguesa. El resultado fue que Ayllon fue encargado por la junta de su sinagoga para formar una comisión para reexaminar el libro de Aayyun. Sin esperar a la decisión de esta comisión, Tzvi Ashkenazi y su amigo anti-Shabbethaian Moses Hagiz excomulgaron a Ayyun (23 de julio de 1713). Publicaron su decisión, con varias calumnias injustificadas, en panfletos, que, respondidos con panfletos contrarios, aumentaron en gran medida el malestar entre la congregación portuguesa y la congregación alemana.

## Abandona Ámsterdam
La comisión portuguesa anunció su decisión el 7 de agosto de 1713. A pesar de las objeciones de dos miembros de la comisión, uno de ellos el propio hijo de Ayllón, declararon a Aayyun totalmente libre de herejía, y fue rehabilitado en una asamblea solemne de la gran sinagoga de Ámsterdam. Pero fue excomulgado por muchas otras congregaciones externas, y sus antecedentes de mala reputación y los medios engañosos por los que adquirió las introducciones fueron expuestos, especialmente por León Brieli, el rabino anciano de Mantua. A pesar de esto, los miembros de la comisión portuguesa se adhirieron a su decisión, pero se sintieron obligados a exonerarse públicamente, y para ello emitieron Ḳoshṭ Imre Emet, un folleto que no estaba exento de evidentes errores. Protegido por los portugueses, Oayyun podría incluso insultar a sus oponentes en panfletos, y lo hizo. Atacó a Ẓebi Ashkenazi, en Ha-Ẓad Ẓebi, Ámsterdam, 1713; Joseph Ergas, en Shalhebet Yah y Ketobet Ḳa'ḳa; Ẓebi Ashkenazi, Moisés Iagiz y León Brieli, en Pitḳa Min Shemaya; Moisés Aagiz, en Iggeret Shebuḳin, Ámsterdam, 1714. Por fin, sin embargo, Ayyun se fue a Oriente, y todos se sintieron aliviados. Las presentaciones que le dieron sus partidarios fueron de poca utilidad; dondequiera que iba las puertas estaban prohibidas contra él.
En agosto de 1724, a través de la influencia de un visir, sucedió en Constantinopla al absolverse de la excomunión con la condición de que se abstuviera de enseñar, escribir y predicar sobre temas cabalísticos. Bajo juramento lo prometió, pero posteriormente rompió su palabra. Así rehabilitado, fue a Viena y logró, instando a sus enseñanzas trinitarias y profesando su intención de convertir a los judíos al cristianismo, para obtener una carta de protección del emperador austriaco, aunque secretamente simpatizaba con los Sabatinos y todavía profesando abiertamente como judío ortodoxo. Pero su juego había sido jugado. Ante las murallas de Praga se enfrentó a la inanición. En Berlín, amenazó con profesar el cristianismo si se le negaba el apoyo. Sus amigos en Ámsterdam, incluso Ayllón, lo abandonaron. En abril de 1726, fue excomulgado en Hamburgo y finalmente en Altona. Huyó al norte de África, donde murió. Su hijo se volvió cristiano, y se esforzó por vengar a su padre por ataques supuestamente calumniosos contra el judaísmo.